# 天主教恩達拉坦多教區
天主教恩達拉坦多教區（拉丁語：Dioecesis Ndalatandensis）是安哥拉一個羅馬天主教教區，屬馬蘭熱總教區。
教區成立於1990年3月26日，位於北寬扎省。2004年有教友189,100人（佔轄區總人口52.7%）、八個堂區、廿一名司鐸。現任教區主教為阿爾梅達·坎達。